# Antalya (tỉnh)
Antalya là một tỉnh của Thổ Nhĩ Kỳ. Tỉnh này nằm ở bờ biển tây nam của Thổ Nhĩ Kỳ, giữa dãy núi Taurus và Địa Trung Hải. Toàn tỉnh Antalya là một vùng đô thị lớn và là trung tâm du lịch của Thổ Nhĩ Kỳ, thu hút 30% lượng khách quốc tế đến quốc gia này. Tỉnh có 657 km bờ biển với các bãi tắm, cảng và các thành phố cổ, bao gồm cả di sản thế giới Xanthos. Tỉnh Antalya có diện tích 20.599 km 2, dân số là 2 triệu người, trong đó dân số đô thị là 714.000 người. Đây là một tỉnh tăng trưởng dân số nhanh với tốc độ tăng dân số 4,17% mỗi năm trong giai đoạn 1990-2000 so với mức trung bình quốc gia này là 1,83%.

## Các huyện
Trước năm 2013, hành chính tỉnh Antalya gồm thành phố tỉnh lỵ Antalya và 14 huyện gồm:
- Các huyện ven biển: Gazipaşa, Alanya, Manavgat, Serik, Kemer, Kumluca, Finike, Kale và Kaş.
- Các huyện nội địa và ở trên dãy núi Taurus với độ cao 900-1000 mét trên mực nước biển: Gündoğmuş, Akseki, İbradı, Korkuteli và Elmalı.

Phân chia hành chính của Antalya trước 2013

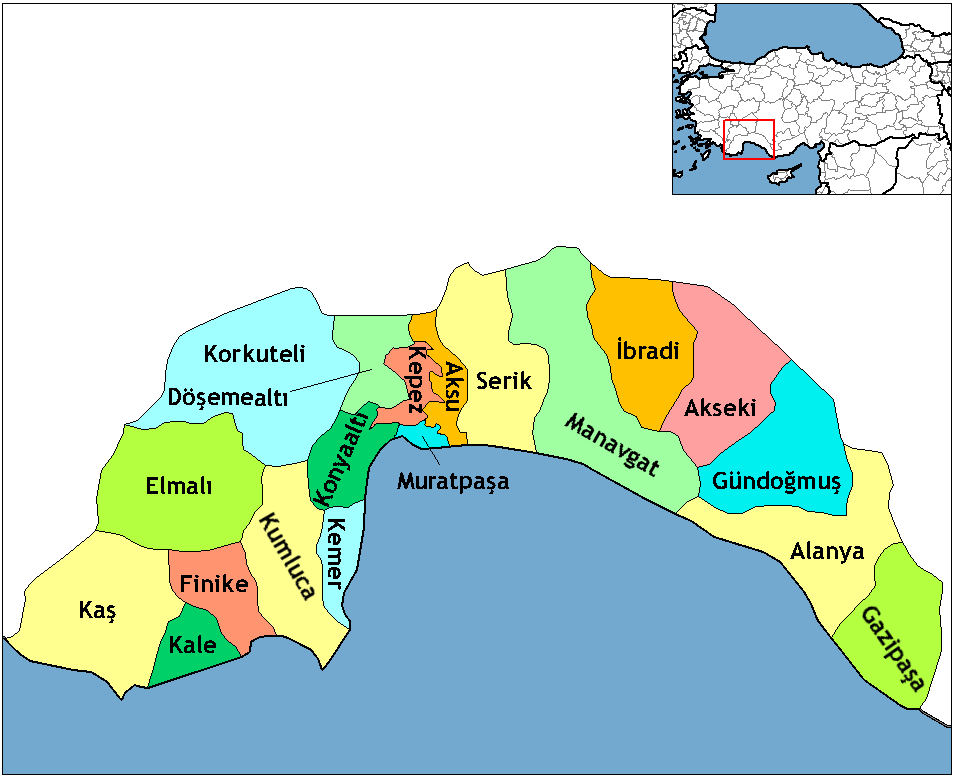
Phân chia hành chính của Antalya sau 2013

Từ năm 2013, Quốc hội Thổ Nhĩ Kỳ đã quyết định nâng tỉnh Antalya lên cấp đại đô thị và phân chia lại địa giới toàn tỉnh thành 19 đơn vị hành chính cấp huyện ngang nhau gồm:
1. Akseki
2. Aksu
3. Alanya
4. Demre
5. Döşemealtı
6. Elmalı
7. Finike
8. Gazipaşa
9. Gündoğmuş
10. İbradı
11. Kaş
12. Kemer
13. Kepez
14. Konyaaltı
15. Korkuteli
16. Kumluca
17. Manavgat
18. Muratpaşa
19. Serik

## Địa lý

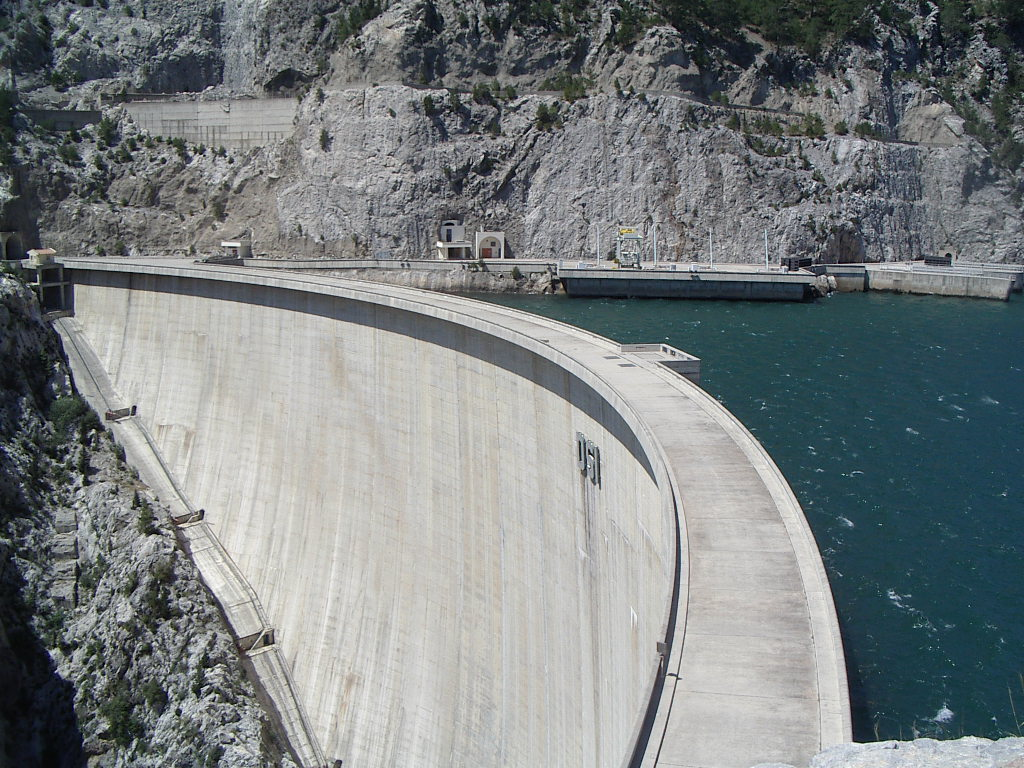
Đập Oymapinar trên sông Manavgat.

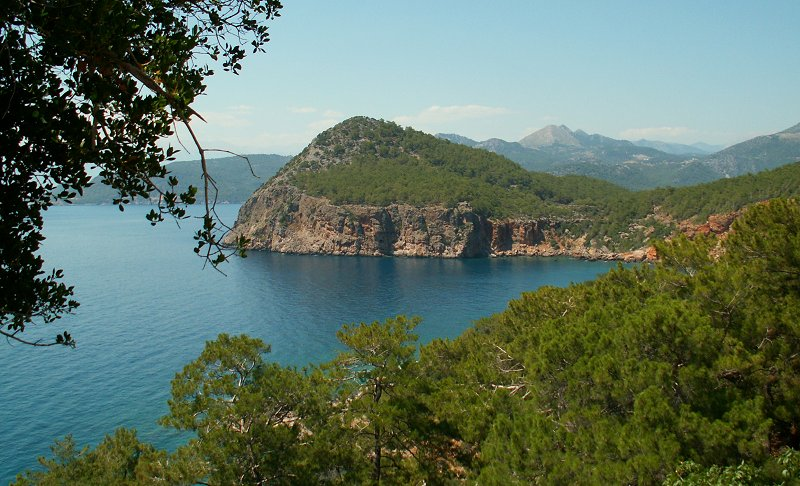
Bán đảo Korsan Koyu gần Antalya

Có đến 77,8% diện tích là núi, 10,2% đồng bằng và 12% địa hình gồ ghề. Tỉnh này có nhiều ngọn núi cao từ 2500–3000 m.

## Các địa điểm nổi tiếng

### Các thành phố cổ và di tích cổ
Thành phố Pisidia Ariassos 48 km dọc theo xa lộ Antalya-Burdur.
- Ở huyện Kumluca: Acaliasos, Cormus, Gagae, Idebessos, and the ancient Lycian city of Olympos,
- Ở huyện Kale: Andriake, Antiphellos, Apallai, Myra, Phellos, Sure
- Ở huyện Üçağız: Apollonia, Hysa, Ilysa, Istloda, Teimiusa
- Ở huyện Finike: Arycanda, Limyra, Melanippe, Trebema, and Lycian rock graves
- Ở huyện Kemer, (southwest of Antalya): Idyros, and the Lycian city of Phaselis
- Ở Side; thị xã, Seleucia (Pamphylia), và đền Athena.
- Nhà thờ Saint Nicholas ở Demre
- Các hang động Beldibi, Damlataş và Karain
- Cổng Hadrian, công sự La Mã. Gần thành phố Aspendos, Perge (trên hai đồi, một thời là kinh đô của Pamphylia) và thành phố Pisidia Termessos.
- Karaburun và Seyamük ở Elmalı
- Kyneai ở Kaş
- Poğla tại Korkuteli
- Silliyon (thị xã Serik), thế kỷ 4 trước CN.
- Simena tại Kekova
- Tlos
- Thành cổ Lycia Xanthos (Kınık)

### Các vườn quốc gia

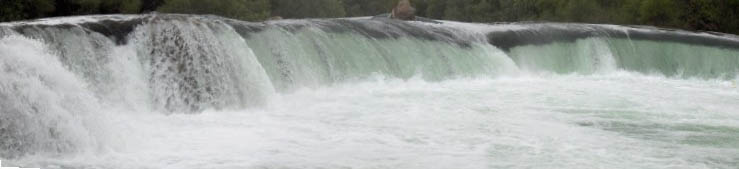
Thác nước Manavgat.

- Vườn quốc gia Koprulu
- Vườn quốc gia Termessos
- Vườn quốc gia Olympos

### Các địa điểm tự nhiên khác
- Thác nước Manavgat
- Thác nước Kursunlu
- Thác nước Duden
- Đập Oymapinar
- Hẻm núi Köprülü
- Rừng thông Düzler
- Saklikent
- Chimaera